# Tetracera rutenbergii
Tetracera rutenbergii är en tvåhjärtbladig växtart som beskrevs av Buchen. Tetracera rutenbergii ingår i släktet Tetracera och familjen Dilleniaceae. Inga underarter finns listade i Catalogue of Life.